# Alla ricerca di Jimmy
Alla ricerca di Jimmy (The Search for One-eye Jimmy) è un film del 1994 diretto da Sam Henry Kass.

## Trama
Un gruppo di amici di Brooklyn ruba una telecamera per girare un film, ma uno di loro scompare e le riprese diventano ricerca nel quartiere.